# Klaus Bendixen
Klaus Bendixen (* 14. Dezember 1924 in Hannover; † 30. September 2003 in Heilbronn) war ein deutscher Maler und Kunsthochschulprofessor.

## Leben
Bendixen, der den Nachnamen der Mutter trug, absolvierte nach seinem Kriegseinsatz von 1942 bis 1945 an der Ostfront zunächst eine Lehre zum Steinmetz. Danach studierte er von 1947 bis 1949 an der Akademie der Bildenden Künste in Nürnberg bei Fritz Griebel. Er setzte das Studium von 1949 bis 1953 an der Staatlichen Akademie der Bildenden Künste in Stuttgart fort. Dort war er Meisterschüler bei Willi Baumeister. 1955 wurde er Mitglied im Deutschen Künstlerbund. 1956 heiratete er die ebenfalls in Stuttgart als Meisterschülerin Baumeisters ausgebildete Hal Busse. Gemeinsam gehörten sie zu dieser Zeit der nationalen und internationalen Avantgarde an.
1961 folgte er dem Ruf an die Hochschule für bildende Künste Lerchenfeld nach Hamburg, um bis 1989 als ordentlicher Professor für Malerei zu wirken. Bendixen arbeitete oft in seinem italienischen Atelier in Ligurien, das er 1980 bezogen hatte. Heute arbeitet seine 1959 geborene Tochter Katarina, die seit ihrem Kunststudium in Hamburg als Malerin tätig ist, in diesem Atelier. Während ihre Mutter in Heilbronn wohnt, ist die kleine Gemeinde Diano Marina in Ligurien, ihr Lebensmittelpunkt.
Klaus Bendixen starb am 30. September 2003 in Heilbronn.

## Über die Malerei Bendixens
„Bilder […], die keinen Gegenstand im Sinne einer sichtbaren Realität haben. […] Mit einem nicht ganz zureichenden Wort kann man [sie] als Darstellung eines Prozesses bezeichnen. Die Darstellungen dessen, was man ganz allgemein einen Prozess nennen kann, ist das Thema.“

„Da haben wir es also zum einen mit eigenständigen Gefügen aus Farbe und Form zu tun, die sich nur der visuellen Vertiefung aufschließen und dann wieder stoßen wir auf Bilder in den Bildern, die schon das alltägliche Wahrnehmen herauslesen. Sodann bemerken wir sehr malerisch behandelte Flächenanteile. Wir sehen differenzierte Farbigkeit, komplexe Strukturen, amorphe Begrenzungen. Und darin die sichtbar gebliebenen Spuren des Entstehungsprozesses, die dem Eindringen in den Bildgehalt zunächst zu Hilfe kommen. Doch dann, unvermittelt wie bei einer Montage, Flächenanteile eines geglätteten Farbauftrags! Man ahnt, dass diese bewusst zusammengeführten Gegensätze unterschiedlichen Ebenen des Realitätsbezugs entsprechen.“

## Auszeichnungen
- 1953/54 und 1954/55: Kunstpreis der Jugend des Verbands Bildender Künstler Württemberg e. V.
- 1961: Stipendium der Villa Massimo, Rom